# 布他拉莫
布他拉莫（研发代号：AY-23,028）是一种含氮有机化合物，化学式C25H31NO，属于多巴胺受體拮抗剂类抗精神病药，通常以盐酸盐的形式存在，从未上市销售。